# Gaverina Terme
Gaverina Terme ist eine italienische Gemeinde (comune) mit 884 Einwohnern (Stand 31. Dezember 2023) in der Provinz Bergamo, Region Lombardei.

## Geographie
Gaverina Terme liegt 20 km nordöstlich der Provinzhauptstadt Bergamo und 70 km nordöstlich der Metropole Mailand.
Die Nachbargemeinden sind Albino, Bianzano, Casazza, Cene und Spinone al Lago.

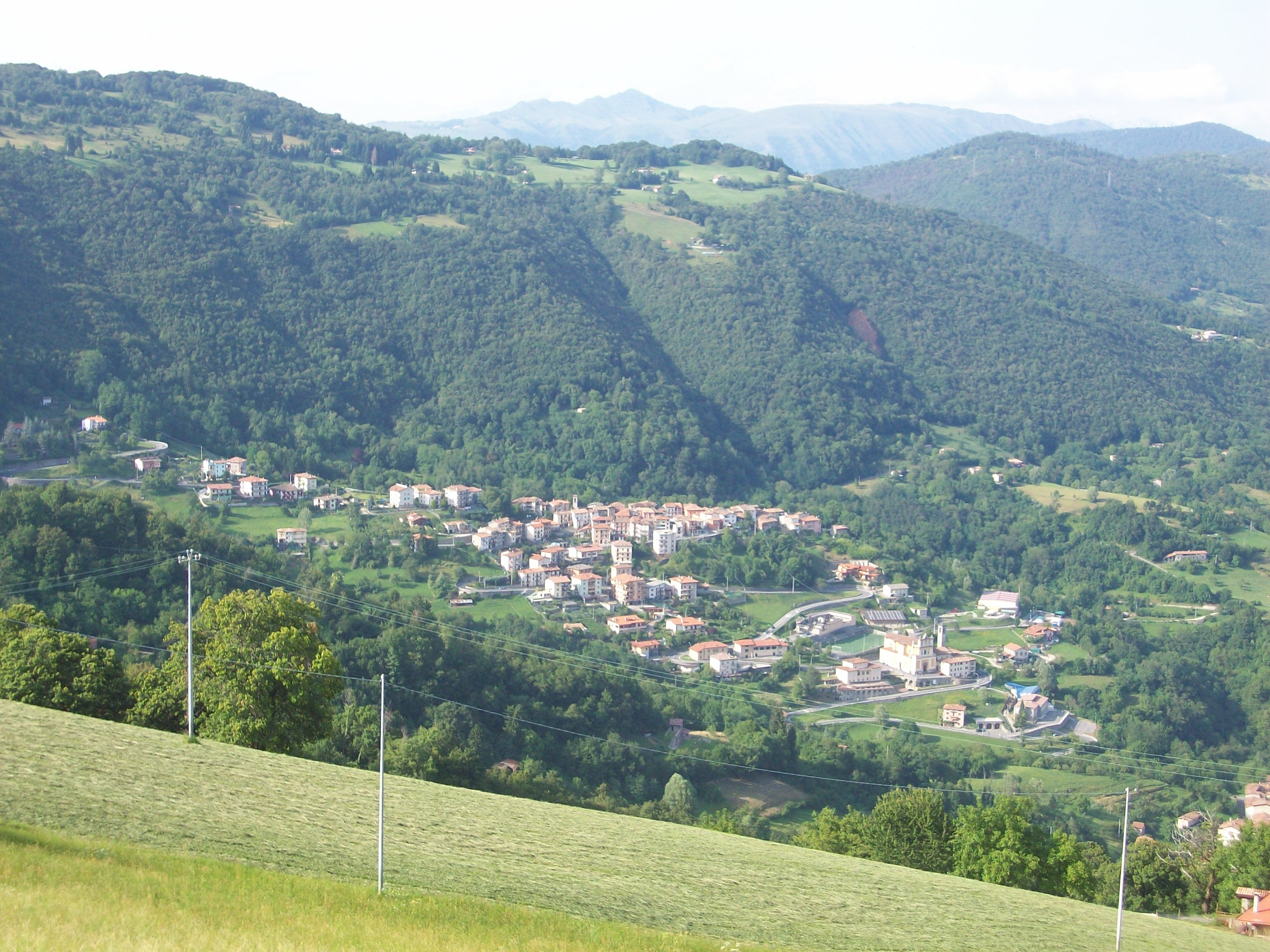
Gaverina Terme

## Sehenswürdigkeiten
- Der Palazzo delle Terme aus dem Jahr 1922
- Die Kirche San Rocco aus dem 17. Jahrhundert
- Der Torre dei Suardi aus dem 14. Jahrhundert
- Die Pfarrkirche San Vittore Martire aus dem 15. Jahrhundert